# 에스쿠델랴
에스쿠델랴(카탈루냐어: escudella) 또는 에스쿠델랴 이 카른 돌랴(카탈루냐어: escudella i carn d'olla)는 스페인의 카탈루냐와 발렌시아 및 안도라에서 먹는 스튜이다. 여러 가지 고기 및 선지 소시지인 보티파라 네그라, 고기 완자인 필로타(카탈루냐어: pilota), 병아리콩, 채소가 들어간 코시도의 하나로, 스페인의 다른 지역에서는 에스쿠데야(스페인어: escudella)로 부른다. 안도라의 국민 음식이기도 하다.

## 이름
카탈루냐어 "에스쿠델랴(escudella)"는 "국그릇"을 뜻하는 말이며, 어원은 "작은 대접, 그릇"을 뜻하는 라틴어 "스쿠텔라(scutella)"이다. "이(i)"는 "~와"라는 뜻이며, "카른(carn)"은 "고기"를 뜻한다. "돌랴(d'olla)"는 "~의"라는 뜻의 전치사 "데(de)"가 "냄비"를 뜻하는 "올랴(olla)"에 붙은 말로, "카른 돌랴"는 "냄비의 고기"라는 뜻이다.

## 만들기
고기 "카른 돌랴"를 수육처럼 삶아 접시에 따로 내고, 수프 "에스쿠델랴"를 따로 낸다. 주요한 재료로 여러 가지 고기 외에도 고기 완자인 "필로타"가 들어가는데, 필로타는 다진 고기에 달걀, 마늘, 파슬리, 빵가루를 섞어 커다랗고 길쭉한 모양으로 빚은 뒤, 겉에 밀가루를 묻혀 삶는다. 송아지고기, 양고기, 닭가슴살·넓적다리, 돼지 삼겹살·귀 등 여러 가지 고기 및 보티파라 네그라(선지 소시지)와 필로타(고기 완자)를 병아리콩 및 양파, 당근, 감자, 리크, 셀러리 등 채소와 삶은 다음, 고기들과 보티파라, 필로타는 썰고, 닭가슴살은 찢어 한 접시에 담아 내며, 리크와 셀러리를 제외한 채소류와 병아리콩을 다른 접시에 담아 낸다. 남은 육수에 쌀과 파스타를 넣어 끓여 낸 수프가 "에스쿠델랴"이다. 먹을 때 에스쿠델랴를 수프 접시에 퍼 담고, 고기, 채소 접시에서 원하는 것을 덜어 국물에 넣어 먹는다.

## 사진

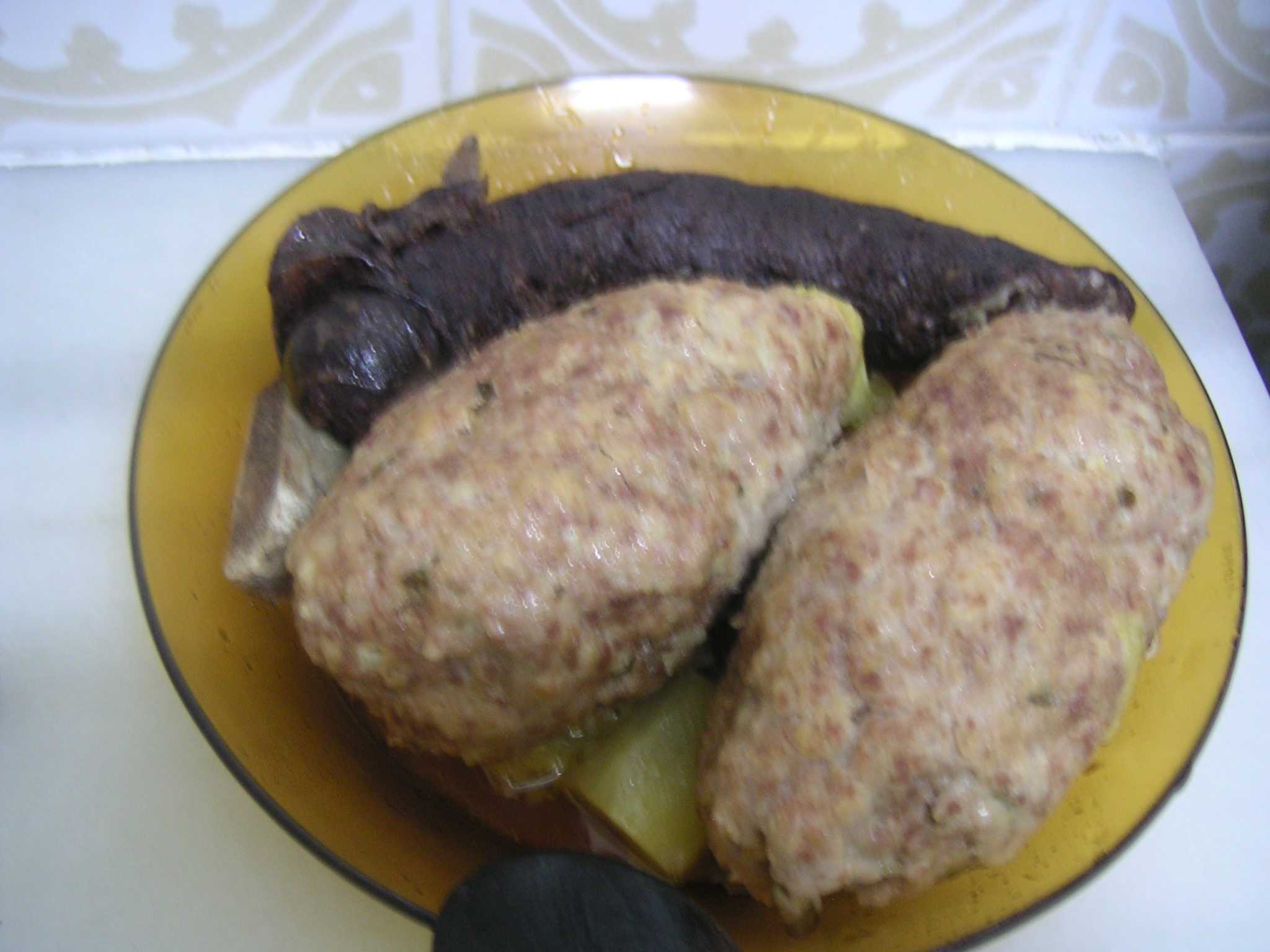
필로타와 보티파라 네그라

## 같이 보기
- 가르뷔러
- 올랴다